# Cotswolds
Les Cotswolds sont une chaîne de collines du sud-ouest de l'Angleterre. La région est désignée comme une Area of Outstanding Natural Beauty (« région à la beauté naturelle exceptionnelle »). Le point culminant en est Cleeve Hill, à une altitude de 330 m.

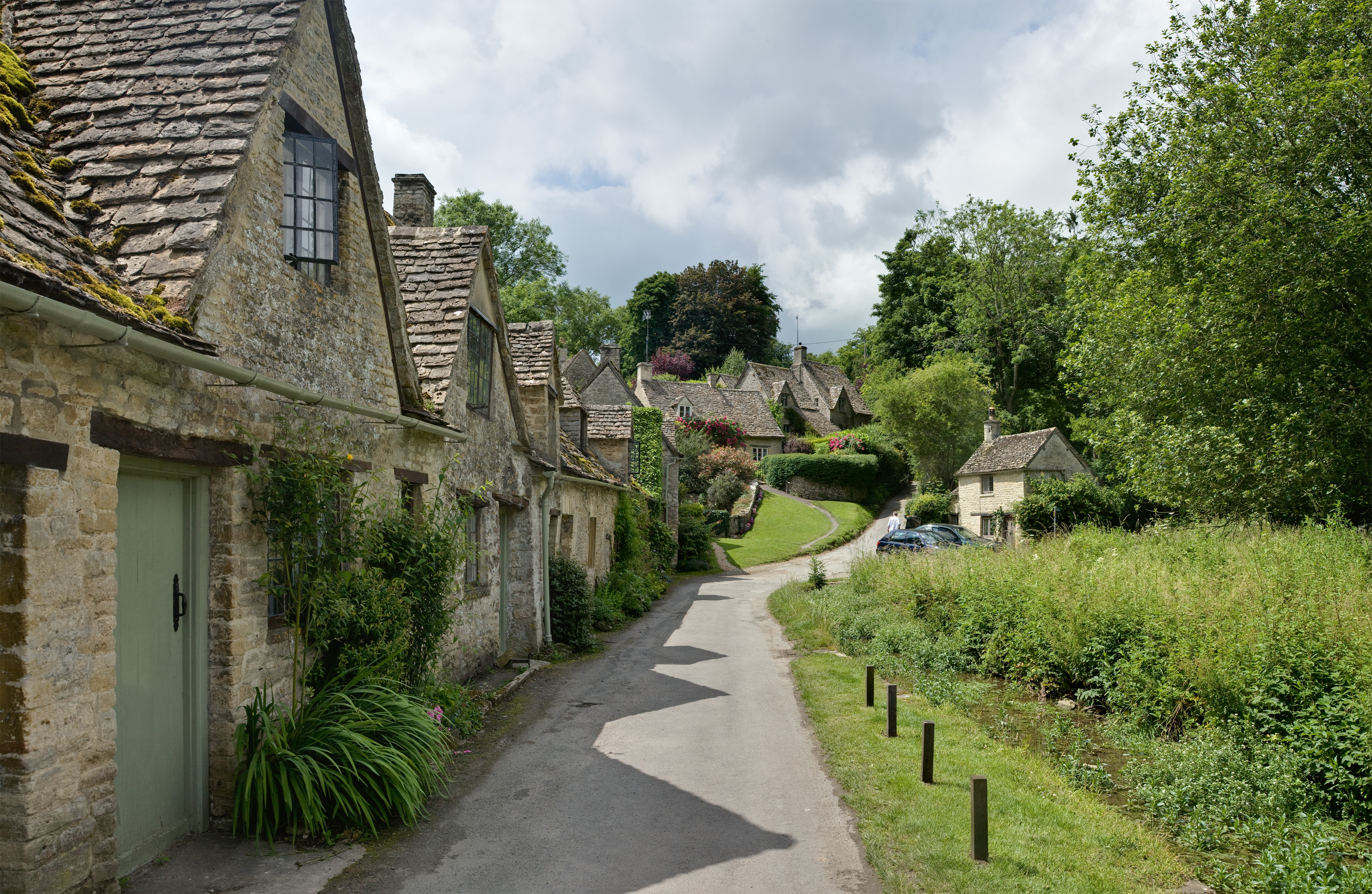
Cottages de Bibury, dans les Cotswolds.

Les Cotswolds se trouvent dans les comtés cérémoniaux d'Oxfordshire, Gloucestershire, Wiltshire, Somerset, Warwickshire et Worcestershire. La source de la Tamise se trouve dans les collines du Gloucestershire.
La chaîne s'étend de la ville de Bath au sud vers Chipping Campden au nord et a une longueur de 150 km et une largeur de 40 km.
Elle a longtemps été un lieu de résidence convoité. De nombreuses hauteurs à l'ouest sont couronnées par des forts que construisirent sur les collines des hommes de la Préhistoire, dont les cimetières — des tombeaux du Néolithique au tumulus rond de l'âge du bronze — abondent.
Bien loin des mines de charbon et des grandes villes, la région a échappé aux effets de l'industrialisation ; son mode de vie rural a été préservé.

## Sentier

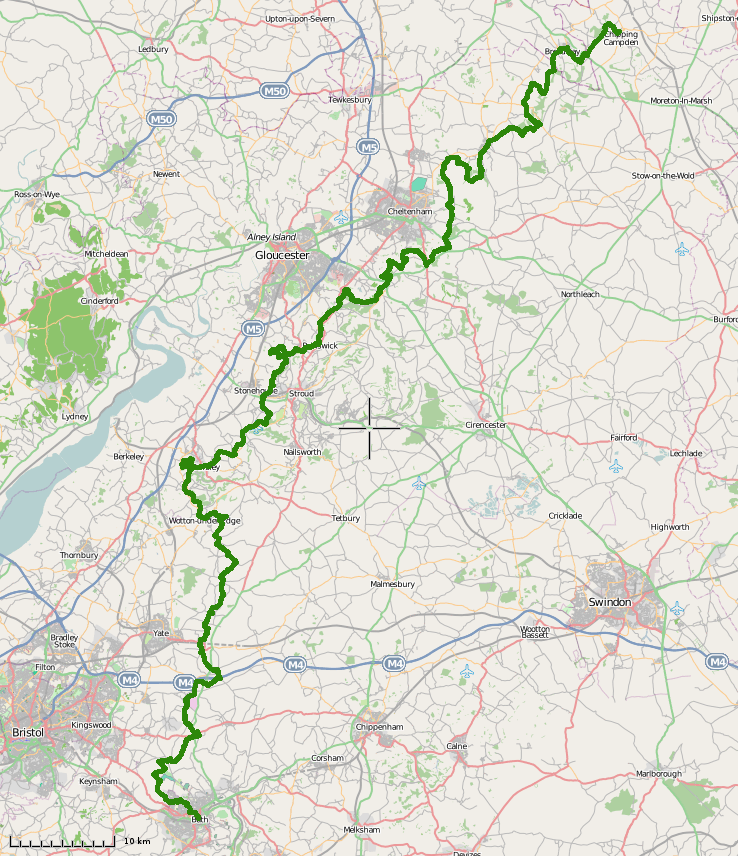
Le sentier des Cotswolds.

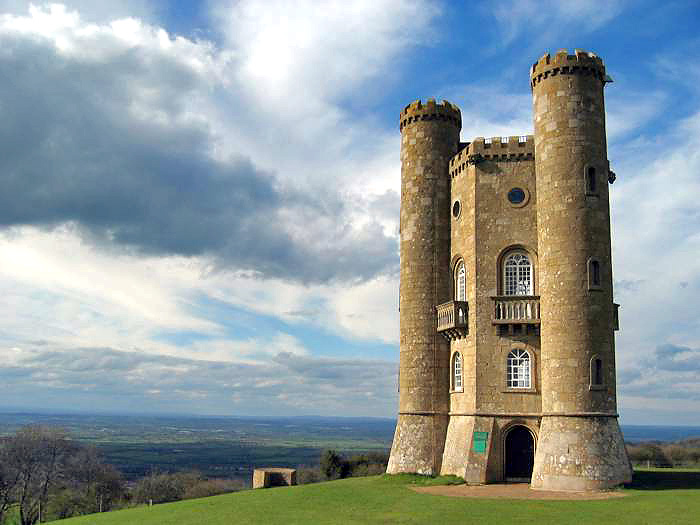
La Broadway Tower, dans les Cotswolds.

Un sentier de randonnée pédestre est aménagé dans la région. Il s'étend entre Chipping Campden et Bath sur une distance de 164 km. Déjà envisagé durant les années cinquante, il est officiellement inauguré au mois de mai 1970 avant d'être reconnu comme National Trail en 2007. À ce titre, le sentier est balisé et entretenu. 
Le sentier passe par les municipalités suivantes : Chipping Campden, Broadway, Stanton, Winchcombe, Cheltenham, Painswick, Stroud, King's Stanley, Middleyard, Dursley, Wotton-under-Edge, Hawkesbury Upton, Old Sodbury (Chipping Sodbury), Tormarton, Dyrham, Pensylvania, Cold Ashton et Bath. 
Suivant les crêtes, les vallons et les forêts, le sentier passe également à proximité de sites historiques, notamment la tour de Broadway et l'abbaye de Hailes.

## Localités
- Northleach